# John R. Thomson
John R. Thomson (Philadelphia, 1800. szeptember 25. – Princeton, 1862. szeptember 12.) az Amerikai Egyesült Államok szenátora (New Jersey, 1853–1862).